# Boule concelloise
La boule concelloise est un jeu de boules pratiqué dans la commune de Saint-Julien-de-Concelles, au sud-est de Nantes, en Loire-Atlantique, en région Pays de la Loire.
La boule concelloise est inscrite à l’Inventaire du patrimoine culturel immatériel en France.

## Historique
Le jeu trouve son origine à l’Entre-deux-guerres. Toutefois, le lieu fixe de la pratique n’apparait dans les années 1950 lorsque l’on joue au café du « Bon Coin ». Cela ne dure qu’une vingtaine d’années cependant, avant que le jeu ne tombe en désuétude. La commune tente de relancer le jeu en construisant un jeu sous le préau au début des années 1980. Ce n’est finalement que dans les années 2000 que le jeu reprendra vraiment de l’importance. De nos jours, les joueurs se retrouvent environ 3 fois par semaine sur un terrain offert par la mairie pour jouer à la boule concelloise.

## Le jeu de boules concelloises
Le jeu de boules concelloises est un jeu de boules avec des règles très précises. Le but est de rapprocher ses boules le plus près possible du « petit », une petite boule lancée auparavant sur le terrain dans une zone précise, tout comme à la boule bernerienne. La partie se joue en 15 points gagnants. Les boules sont en bois (chêne vert en général). Elles ont la particularité d’être conservées dans l’eau (pour rendre le bois plus solide). Elles pèsent un peu plus d’1 kilo.
Ce jeu peut se pratiquer en individuel, en deux contre deux ou trois contre trois.
L’aire de jeu est une zone plate avec du sable en surface (sable de Loire) déposé sur un fond en glaise. Il a pour dimension 14 mètres de long pour 3,5 mètres de large.